# Ida von Fleischl-Marxow

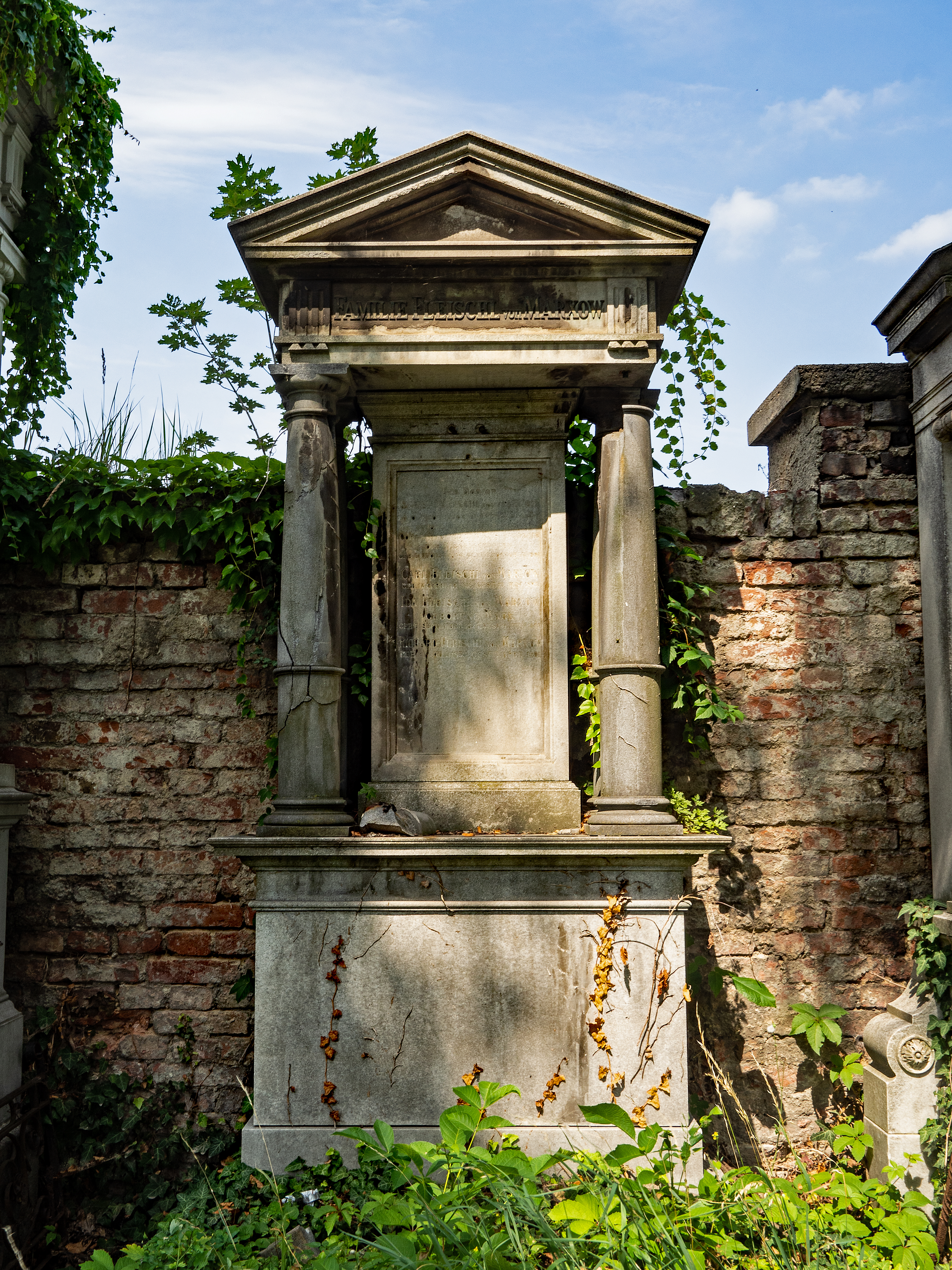
Grab der Familie Fleischl von Marxow.

Ida von Fleischl-Marxow (geb. Marx) auch Ida Fleischl von Marxow (* 5. September 1824 in München; † 4. Juni 1899 in Wien) war eine deutsch-österreichische Förderin von Künstlern und Salonnière.

## Leben
Ida von Fleischl-Marxow entstammte einer jüdischen Familie, die ursprünglich aus Prag stammte und sich in Bayern ansiedelte.
Sie war seit 1845 verheiratet mit Karl Fleischl (1818–1893), Präsident der Wiener Tramwaygesellschaft (siehe Straßenbahn Wien) und Generalrat (Verwaltungsrat) der Anglo-Österreichischen Bank, der 1875 als Edler von Marxow in den erblichen österreichischen Adelsstand erhoben wurde, und zog mit diesem nach Wien. Zu ihren fünf Kindern gehörte unter anderem der spätere Physiologe Ernst Fleischl von Marxow.
Ihr Onkel war der Bankier Leopold von Lämel.

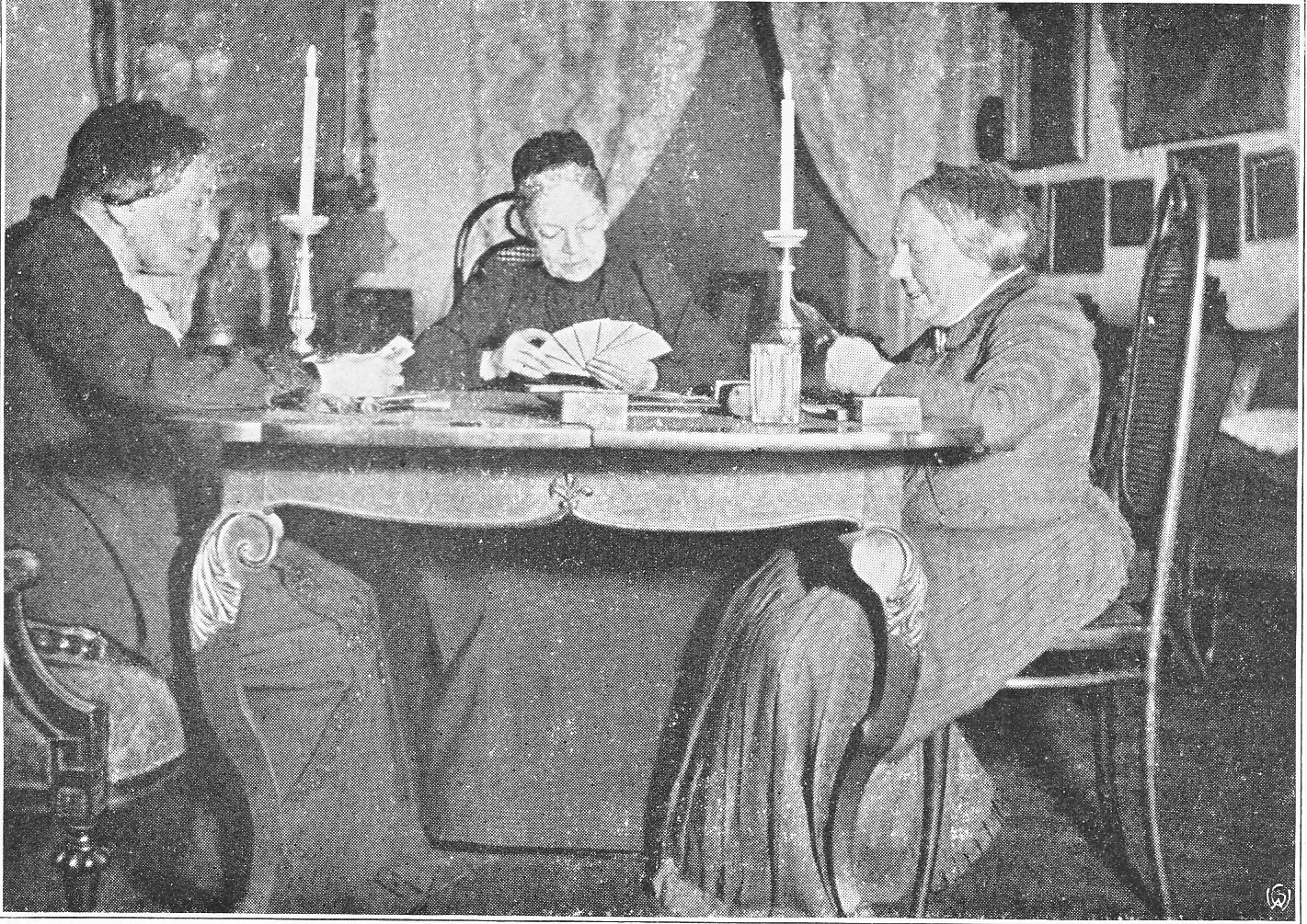
Betty Paoli, Marie von Ebner-Eschenbach und Ida von Fleischl-Marxow am Kartentisch (von links nach rechts).

Sie war in Wien in das gesellschaftliche Leben eingebunden und pflegte enge Freundschaften mit Julie Rettich, Auguste von Littrow und Iduna Laube. In ihrem Haus verkehrten zahlreiche Männer und Frauen; Hofschauspieler, Schriftsteller und Gelehrte jeder Richtung fühlten sich bei ihr heimisch. Sie befasste sich mit der indischen Sprache und Literatur sowie mit philosophischen Systemen. Sie unterstützte Gelehrte und Künstler.
1855 nahm sie ihre Freundin Betty Paoli bei sich im Haus auf und diese wohnte dort bis an ihr Lebensende. Nach dem Tod von Betty Paoli, ließ sie ihr ein Grabdenkmal setzen und gab, gemeinsam mit Marie Ebner-Eschenbach und Ferdinand von Saar, mit Gedichte – Auswahl und Nachlaß, eine Auswahl ihrer letzten Gedichte heraus.
Gemeinsam mit ihrer Freundin Marie von Ebner-Eschenbach und Betty Paoli, trafen sich die drei wöchentlich zum Tarockspiel. Mit Marie Ebner-Eschenbach, die ihr im Winter in Wien, im Sommer in St. Gilgen jede neue Arbeit zur künstlerischen Prüfung vor der Veröffentlichung vorstellte, verbrachte sie den letzten Winter ihres Lebens 1898/1899 in Rom.
Marie von Ebner-Eschenbach, die sie 1863 im Haus von Auguste von Littrow kennengelernt hatte, dankte ihr für ihren Einfluss auf die künstlerische Entwicklung, indem sie ihr 1893 ihre Schrift Parabeln, Märchen und Gedichte widmete.
Ida von Fleischl-Marxow wurde in der Alten Jüdischen Abteilung des Wiener Zentralfriedhofes beigesetzt.

## Trivia
Claudia Erdheim stellt 2013 in ihrer Romanbiografie Betty, Ida und die Gräfin. Die Geschichte einer Freundschaft das Verhältnis der drei Frauen dar.